# Antonio J. Onieva
Antonio Juan Onieva Santamaría (ur. 19 sierpnia 1886 w Pampelunie, zm. maj 1977 w Madrycie) – hiszpański pedagog, dziennikarz i pisarz.
Studiował prawo i nauczanie początkowe, po studiach przez kilka lat pracował w Asturii. W 1923 roku został pierwszym redaktorem gazety La Voz de Asturias, założonej w Oviedo przez przedsiębiorcę José Tartière'a. Współpracował także z dziennikiem El Noroeste.
Interesował się nowymi trendami edukacyjnymi, podróżował do różnych krajów europejskich i rozpowszechnianiał nowe trendy edukacyjne udzielając wykładów. Po wybuchu wojny domowej stanął po stronie rebeliantów, których wspierał różnymi publikacjami. Po zakończeniu wojny zamieszkał w Madrycie, gdzie zmarł w 1977 roku.
Onieva uprawiał różne gatunki literacki i publicystyczne; pisał sztuki teatralne, powieści, biografie, książki podróżnicze i podręczniki szkolne.

## Publikacje

### Biografie i dzieła historyczne
- Legazpi: Lección de hombría para muchachos audaces (1944)
- Nueve millones (kol.) (1944)
- César Borgia, su vida, su muerte y sus restos (Estudio biográfico y crítico) (1945)
- Hernán Cortés, Caudillo de un Imperio (1946)
- Bajeza y grandeza de Dostoiewski (1954)
- Los grandes exploradores conquistadores y colonizadores españoles (1957)
- Lucrecia Borgia. Leyenda y realidad (1957)
- El Gran Capitán. Ventura y desventura (1958)
- Velázquez (1949)
- Velázquez, su vida y su obra (1960)
- Goya (estudio biográfico y crítico) (1962)
- Miguel de Cervantes Saavedra (1963)
- Platón (1964)
- Unamuno / estudio y antología (1964)
- Pushkin (1969)
- Tolstoy a lo vivo (1972)

### Powieści
- La eterna inquietud (1926)
- Un bravo (1942)
- Entre montañas (La novela de un maestro rural) (1944)
- Inquietud (1944)
- Un aventurero en Tánger (1962)

### Przewodniki turystyczne
- Ciudades, paisajes y museos (1928)
- Guía de Asturias (1931)
- Las Joyas de arte de las galerías europeas (1934)
- 101 cuadros, 101 maestros, 101 museos (1945)
- Guía turística de Marruecos (1947)
- Andalucía y Marruecos (1950)
- El Prado, sus cuadros y sus pintores (1952)
- Toledo (1958)
- Nueva Guía de Toledo (1953)
- La pintura española en el Museo del Prado (1956)
- Guía Completa del Museo del Prado (1961)
- Nueva Guía Completa del Museo del Prado (1959)
- La mitología en el Museo del Prado (1972)